# Australia na Letnich Igrzyskach Olimpijskich 1960
Australię na Letnich Igrzyskach Olimpijskich 1960 reprezentowało 189 zawodników, 160 mężczyzn i 29 kobiet.

## Zdobyte medale
| Medal         | Zawodnik                                                                                            | Konkurencja                                 |
| boks          | boks                                                                                                | boks                                        |
| ------------- | --------------------------------------------------------------------------------------------------- | ------------------------------------------- |
| Brąz          | Oliver Taylor                                                                                       | waga kogucia                                |
| Brąz          | Antony Madigan                                                                                      | waga półciężka                              |
| jeździectwo   | |                                             |
| Złoto         | Lawrence Morgan                                                                                     | WKKW indywidualnie                          |
| Złoto         | Lawrence Morgan Neale Lavis Bill Roycroft Brian Crago                                               | WKKW drużynowo                              |
| Srebro        | Neale Lavis                                                                                         | WKKW indywidualnie                          |
| kolarstwo     | |                                             |
| Srebro        | John Nicholson                                                                                      | kolarstwo torowe – sprint mężczyzn          |
| lekkoatletyka | |                                             |
| Złoto         | Herb Elliott                                                                                        | 1500 m mężczyzn                             |
| Srebro        | Noel Freeman                                                                                        | chód na 20 km mężczyzn                      |
| Srebro        | Brenda Jones                                                                                        | 800 m kobiet                                |
| Brąz          | Dave Power                                                                                          | 10000 m mężczyzn                            |
| pływanie      | |                                             |
| Złoto         | John Devitt                                                                                         | 100 m stylem dowolnym mężczyzn              |
| Złoto         | Murray Rose                                                                                         | 400 m stylem dowolnym mężczyzn              |
| Złoto         | John Konrads                                                                                        | 1500 m stylem dowolnym mężczyzn             |
| Złoto         | David Theile                                                                                        | 100 m stylem grzbietowym mężczyzn           |
| Złoto         | Dawn Fraser                                                                                         | 100 m stylem dowolnym kobiet                |
| Srebro        | Murray Rose                                                                                         | 1500 m stylem dowolnym mężczyzn             |
| Srebro        | Neville Hayes                                                                                       | 200 m stylem motylkowym mężczyzn            |
| Srebro        | David Theile Terry Gathercole Neville Hayes Geoff Shipton Julian Carroll William Burton Kevin Berry | sztafeta 4 × 100 m stylem zmiennym mężczyzn |
| Srebro        | Dawn Fraser Ilsa Konrads Lorraine Crapp Alva Colquhoun Sandra Morgan Ruth Everuss                   | sztafeta 4 × 100 m stylem dowolnym kobiet   |
| Srebro        | Dawn Fraser Ilsa Konrads Marilyn Wilson Rosemary Lassig Jan Andrew Gerganiya Beckitt                | sztafeta 4 × 100 m stylem zmiennym kobiet   |
| Brąz          | John Konrads                                                                                        | 400 m stylem dowolnym mężczyzn              |
| Brąz          | Jan Andrew                                                                                          | 100 m stylem motylkowym kobiet              |
| Brąz          | David Dickson John Devitt Murray Rose John Konrads John Rigby Allan Wood                            | sztafeta 4 × 200 m stylem dowolnym mężczyzn |